# Осовецька сільська рада (Дорогичинський район)
Осовецька сільська́ ра́да (біл. Асавецкі сельсавет) — адміністративно-територіальна одиниця у складі Дорогичинського району Берестейської області Білорусі. Адміністративний центр — село Осовці.

## Склад ради
Населені пункти, що підпорядковувалися сільській раді станом на 2009 рік:
| Населений пункт | Тип  | Населення, осіб (2009) |
| --------------- | ---- | ---------------------- |
| Адамкове        | село | 106                    |
| Білин           | село | 335                    |
| Білинок         | село | 116                    |
| Гута            | село | 96                     |
| Малинівка       | село | 116                    |
| Осовці          | село | 600                    |
| Пухова          | село | 10                     |
| Христинове      | село | 42                     |
| Язвини          | село | 34                     |
| Ялоч            | село | 234                    |

## Населення
За переписом населення Білорусі 2009 року чисельність населення сільської ради становила 1689 осіб.

### Національність
Розподіл населення за рідною національністю за даними перепису 2009 року:
| Національність            | Осіб | Відсоток |
| ------------------------- | ---- | -------- |
| білоруси                  | 1567 | 92,78 %  |
| українці                  | 94   | 5,57 %   |
| росіяни                   | 17   | 1,01 %   |
| узбеки                    | 4    | 0,24 %   |
| національність не вказана | 2    | 0,12 %   |
| поляки                    | 1    | 0,06 %   |
| литовці                   | 1    | 0,06 %   |
| молдовани                 | 1    | 0,06 %   |
| марійці                   | 1    | 0,06 %   |
| талиші                    | 1    | 0,06 %   |
| Разом                     | 1689 | 100 %    |